# PCCカー (南東ペンシルベニア交通局)
この項目では、アメリカ合衆国・カナダ各都市に導入された路面電車車両であるPCCカーのうち、アメリカ合衆国ペンシルベニア州フィラデルフィアに路面電車網を有する公営企業である南東ペンシルベニア交通局（Southeastern Pennsylvania Transportation Authority、SEPTA）が所有する、もしくは所有していた車両について解説する。1938年から1948年まで買収前の各私鉄によって導入された車両の一部は、リニューアル工事を受けた上で2024年現在も在籍しており、同年時点で再度の大規模修繕工事が進行している。

## 概要
SEPTAへの公営化以前にPCCカーを導入したフィラデルフィアの鉄道事業者は、都心に路面電車網を有していたフィラデルフィア高速交通（Philadelphia Rapid Transit Company、PRT）および後継企業のフィラデルフィア交通（Philadelphia Transport Company、PTC）と、郊外に路線網を持っていたフィラデルフィア郊外交通（Philadelphia Suburban Transportation Company、PST）であった。双方ともセントルイス・カー・カンパニー製の車両を採用したが、前者は1938年から1947年まで片運転台式のPCCカーを導入し、1950年代以降は他都市の中古車両が多数譲渡された一方、後者は高速運転に適した特別な仕様を持つ両運転台の車両を1949年に購入した。
1950年代後半以降は路線網の縮小が続き、残された路線も私鉄による運営が困難になった事から、PTCは1968年、PSTは翌1969年に南東ペンシルベニア交通局（SEPTA）へと買収され、PCCカーの所有権も同時に移された。1975年10月には車庫で大規模な火災が発生し60両のPCCカーが焼失する事態となり、トロント市電の中古車両の緊急譲渡が実施された。だが、これらの車両は1970年代の時点で老朽化が進行していた事から後継車両の検討が実施された結果、1980年以降旧PTC・旧PST双方の路線網に川崎重工業製の9000形・100形の導入が開始された。これにより両運転台車両は1982年までに廃車され、片運転台車両についても1992年にフィラデルフィア中心部に残っていた併用軌道が廃止された事で一旦営業運転を終了した。
1992年当時在籍していたPCCカーのうち14両は修繕を受けた上でカリフォルニア州サンフランシスコで公共交通を運営するサンフランシスコ市営鉄道へ譲渡され、1995年から営業運転を開始した動態保存路線である"Fライン"に投入された。同時期にSEPTAは廃止された中心部の系統のうちジラード・アベニューを通る"15号線"の復活を検討していたが、超低床電車を新造すると多額の予算が必要となる事に加え、前述したFラインが高い成功を収めた事を受け、動態保存用に残存していたPCCカーに大規模な近代化工事を施したPCC-IIの導入が決定した。SEPTAで再度PCCカーの営業運転が始まったのは、15号線が復活した2005年9月4日である。

## 新造車両

### フィラデルフィア高速交通
フィラデルフィア最初のPCCカーは、路面電車を運営していたフィラデルフィア高速交通（PRT）が1938年に導入した20両（2001 - 2020）であった。全車ともセントルイス・カー・カンパニー製であったが、2001 - 2005はGE製、2006 - 2020はWH製の電動機を搭載していた。全車とも路線縮小に伴いSEPTAへの公営化以前の1960年に廃車となった。
後述するフィラデルフィア交通時代に導入され、その後サンフランシスコ市営鉄道へ譲渡されたPCCカーのうち、2019年現在1060はフィラデルフィア高速交通の塗装に変更されている。

### フィラデルフィア交通

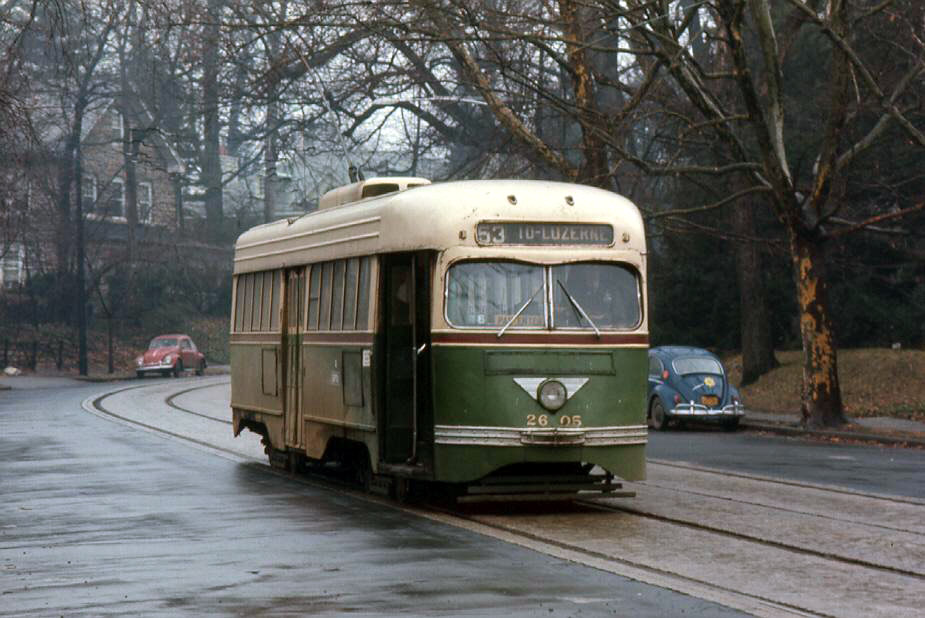
2605（戦前型、1969年撮影）
PTC塗装

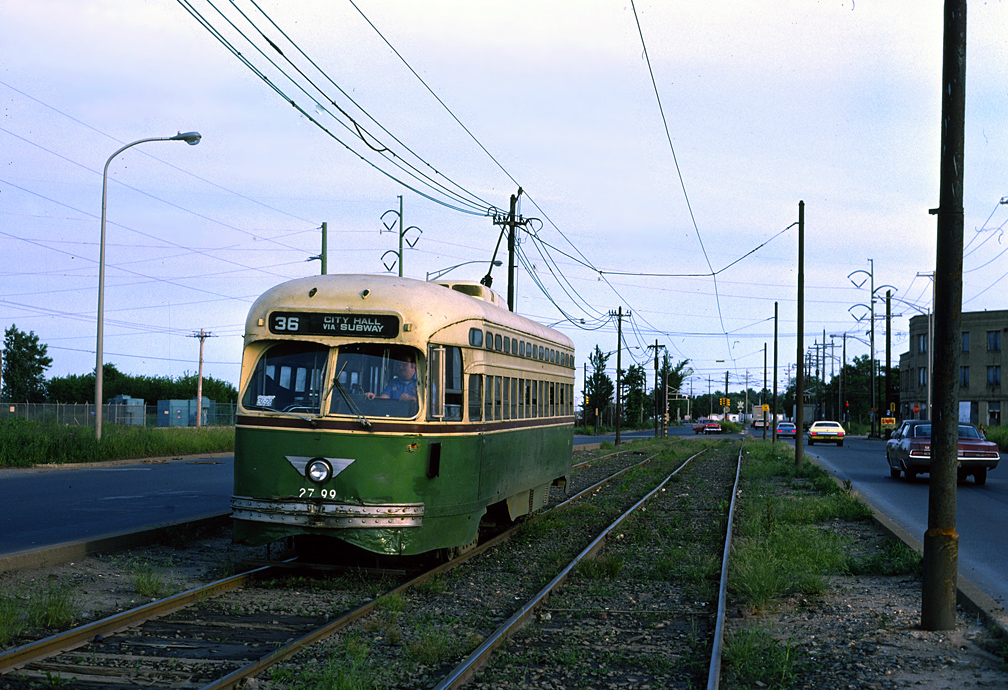
2799（戦後型、1976年撮影）
PTC塗装

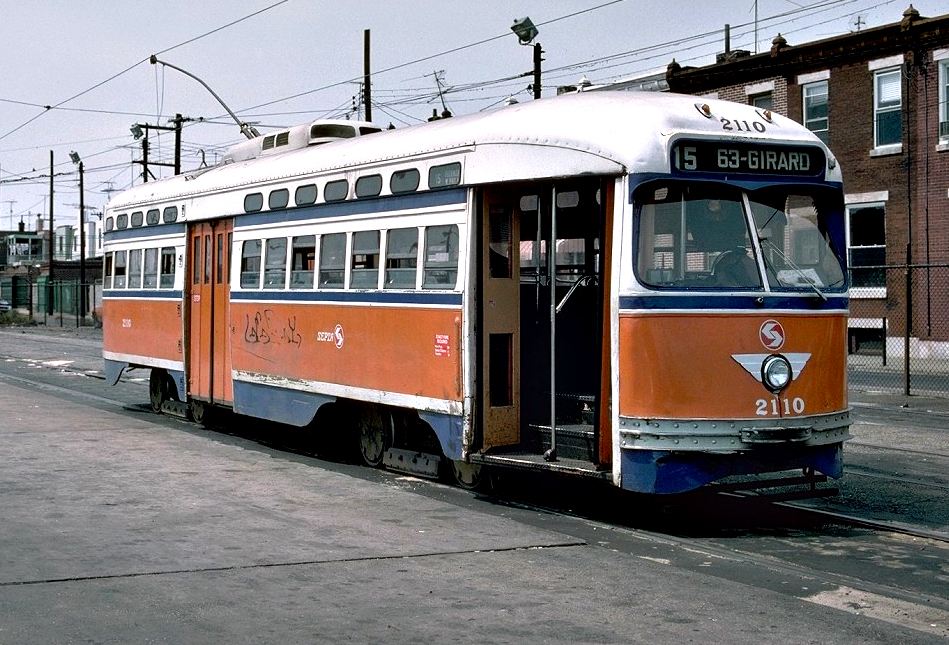
2110（戦後型、1970年代撮影）
SEPTA 初代塗装

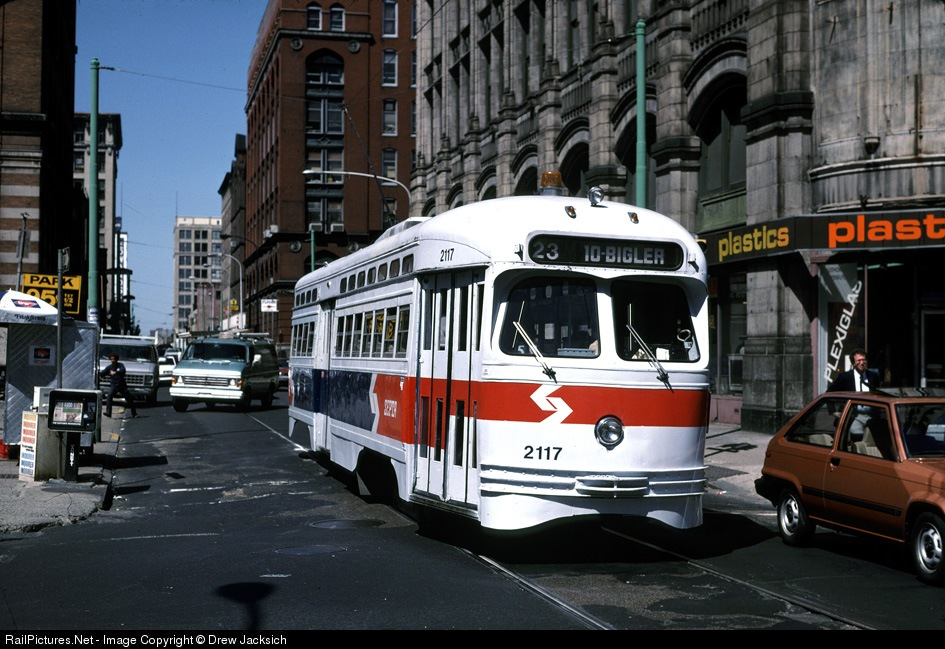
2117（戦後型、1985年撮影）
SEPTA 2代塗装

#### 戦前型
世界恐慌による影響で破産したフィラデルフィア高速交通を含め、フィラデルフィア都市圏の公共交通事業体を合併する形で1940年設立されたフィラデルフィア交通（PTC）は、1940年から1942年にかけて計240両のPCCカーを導入した。全車とも製造はセントルイス・カー・カンパニーが手掛け、制動装置や乗降扉の開閉などに圧縮空気を用いる"エアー・エレクトリック"（Air-Electric）と呼ばれる構造であった。電気機器はGE製、WH製の2社の部品を用い、以下の通り番号によって区別がなされていた。
全車とも路線縮小や川崎重工業製の9000形への置き換えにより1982年までに廃車され、2019年現在は2054のみスクラントンのエレクトリック・シティ・トロリー博物館に現存している。
| 車両番号  | 導入年 | 主電動機 |
| --------- | ------ | -------- |
| 2501-2580 | 1940年 | GE       |
| 2031-2080 | 1941年 | WH       |
| 2081-2090 | 1942年 | WH       |
| 2581-2623 | 1942年 | GE       |
| 2624-2680 | 1942年 | WH       |

#### 戦後型
第二次世界大戦後に製造され、1947年から1948年にかけて計210両が導入されたPCCカーは、側面窓がバス窓と呼ばれる二枚窓に変更され、制動装置や乗降扉の可動も発電機からの電気によって行われる"オール・エレクトリック"（All-Electric）と呼ばれる構造に改められた。こちらも下記の通り、番号によって電動機の製造メーカーが異なっていた。1950年代以降行われた大規模な路線廃止後も多数の車両が生き残り、1992年に一時営業運転を終了して以降もサンフランシスコ市営鉄道への譲渡や後述する"PCC-II"への改造などにより多数の車両が現役を維持し続けている。
| 車両番号  | 導入年 | 主電動機 |
| --------- | ------ | -------- |
| 2701-2725 | 1947年 | WH       |
| 2726-2800 | 1947年 | GE       |
| 2091-2140 | 1948年 | WH       |
| 2141-2200 | 1948年 | GE       |

| 製造年           | 総数            | 軌間             | 編成       | 運転台   | 備考・参考               |
| ---------------- | --------------- | ---------------- | ---------- | -------- | ------------------------ |
| 1947-48          |                 | 1,581mm          | 単車       | 片運転台 | [ 2 ] [ 1 ] [ 4 ] [ 13 ] |
| 全長             | 全幅            | 全高             | 着席定員   | 最大定員 | [ 2 ] [ 1 ] [ 4 ] [ 13 ] |
| 14,224mm 46t 8in | 2,540mm 8ft 4in | 3,124mm 10ft 3in | 45人       | ？       | [ 2 ] [ 1 ] [ 4 ] [ 13 ] |
| 重量             | 最高速度        | 電動機           | 電動機出力 | 車両出力 | [ 2 ] [ 1 ] [ 4 ] [ 13 ] |
| 17.26t 38,060lbs | ？              | GE、WH製         | 41kw       | 164kw    | [ 2 ] [ 1 ] [ 4 ] [ 13 ] |

### フィラデルフィア郊外交通

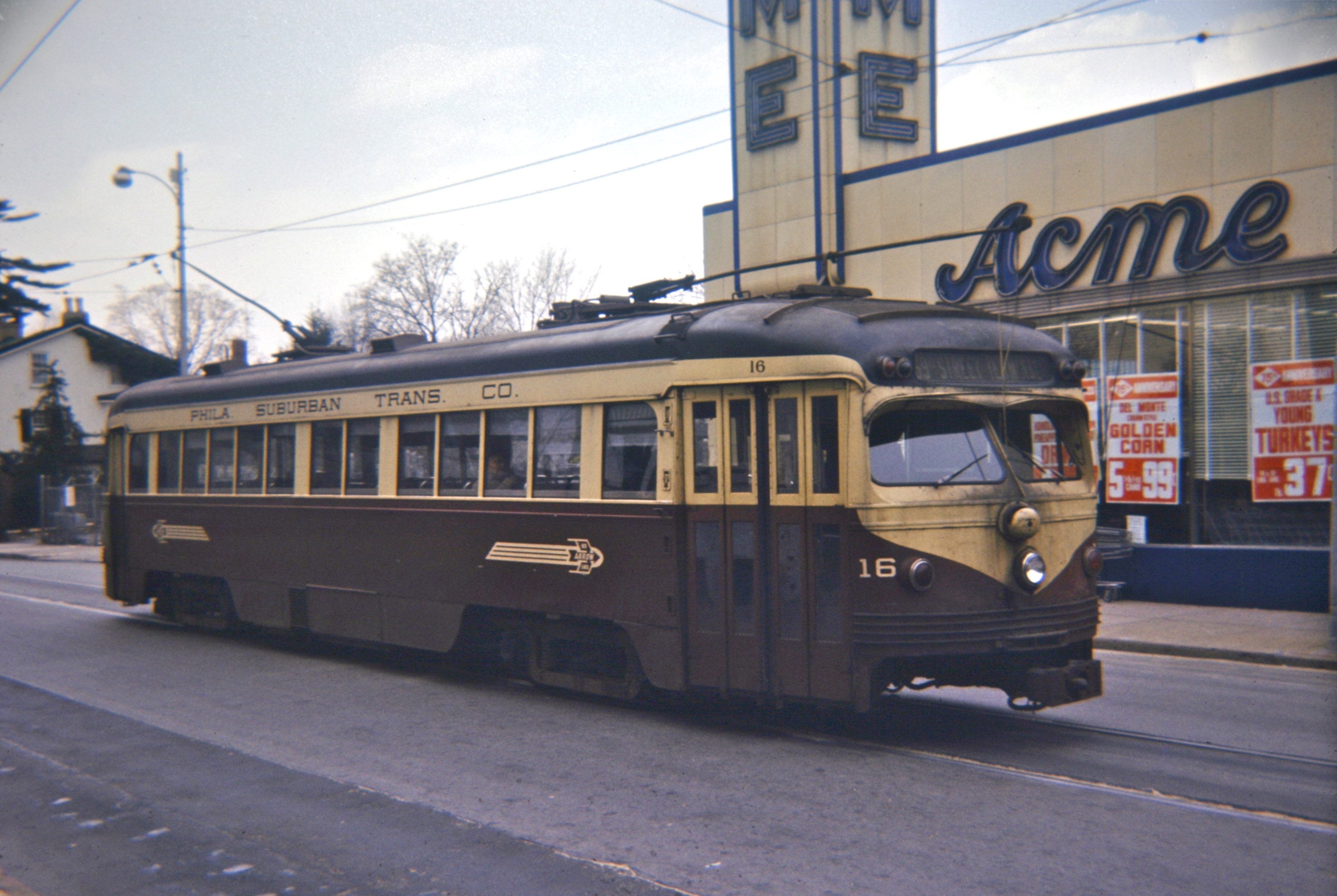
16（1966年撮影）

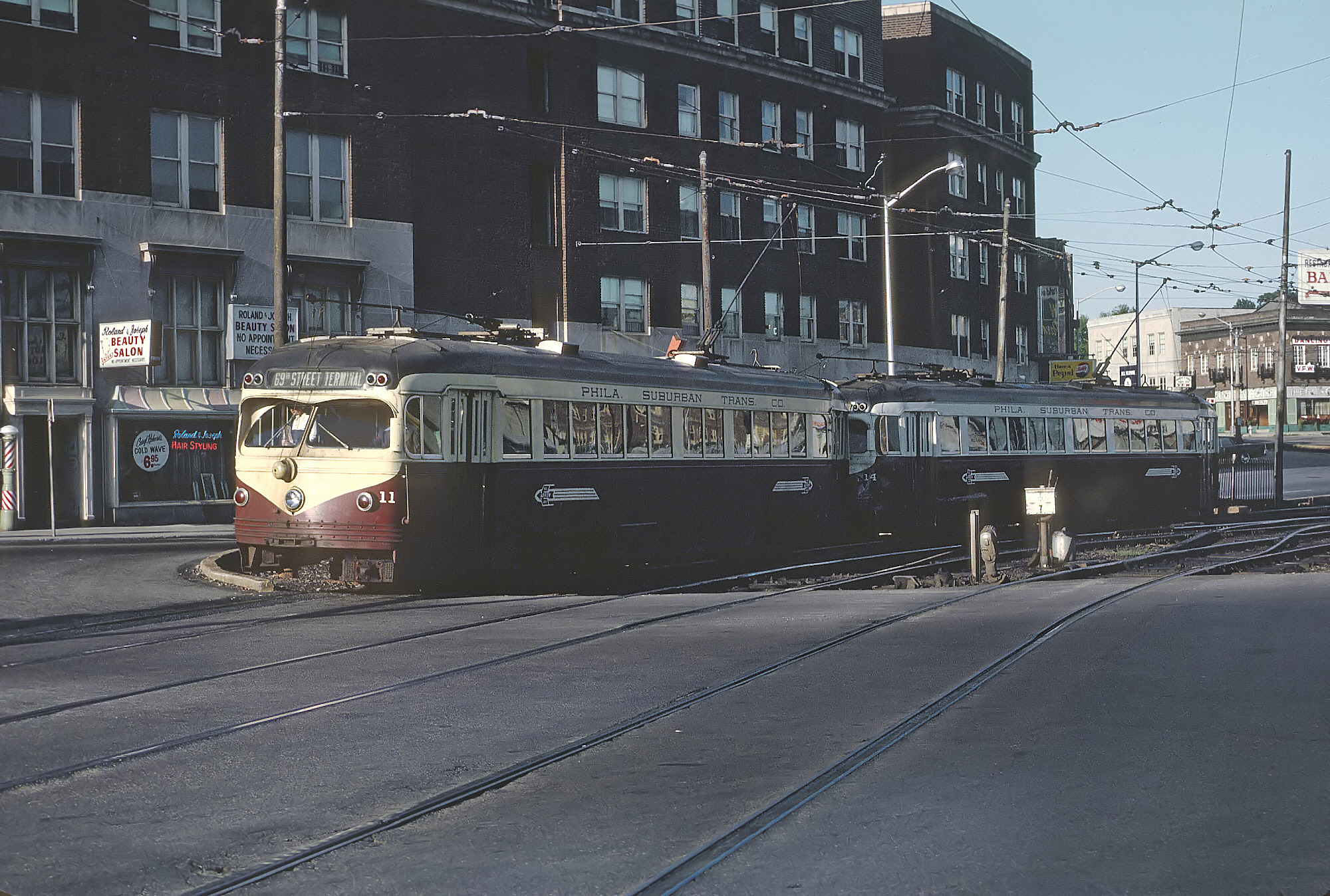
連結運転も実施していた（1965年撮影）

フィラデルフィア郊外へ向かう路面電車（インターアーバン）、通称レッド・アロー・ライン（Red Arrow Lines）を運営していたフィラデルフィア郊外交通（PST）は、第二次世界大戦前はブリル製の路面電車車両を積極的に採用しており、1940年にはPCCカーに類似したブリルライナーの郊外仕様車両を10両購入していた。だが、他都市への販売不振の結果ブリルが鉄道車両製造から撤退したため、戦後の車両増備はセントルイス・カー・カンパニーが製造したPCCカーで賄う事となった。
車体はサンフランシスコ市営鉄道を始め各社に導入された両運転台式PCCカーと同型で、片運転台よりも長い15,367 mm（50 ft 5 in）の車体長を有し、乗降扉は車体両側面の左右に設置されていた。一方、郊外路線での高速運転に対応するため、車輪はPCCカーの標準である弾性車輪ではなく一体圧延車輪を採用し、電動機の出力も55.9 kw（75 HP）に増強され、最高速度112.7 km/h（70 mph）での運転が可能であった。前面下部には連結器が設置されていた。
利用客の増加に対応するため1949年に14両（11 - 24）が製造された後、公営化を経て、川崎重工業製の郊外路線向け車両である100形への置き換えが完了する1982年まで使用された。廃車後は一部の車両が博物館に保存されている。
| 製造年            | 総数        | 軌間         | 編成       | 運転台   | 備考・参考 |
| ----------------- | ----------- | ------------ | ---------- | -------- | ---------- |
| 1949              | 14両(11-24) | 1,581mm      | 単車       | 両運転台 | [ 8 ]      |
| 全長              | 全幅        | 全高         | 着席定員   | 最大定員 | [ 8 ]      |
| 15,367mm 50ft 5in | ？          | 3,048mm 10ft | 58人       | ？       | [ 8 ]      |
| 重量              | 最高速度    | 電動機       | 電動機出力 | 車両出力 | [ 8 ]      |
| 19.28t 42,500lbs  | 112.7km/h   | WH 1433B     | 55.9kw     | 223.6kw  | [ 8 ]      |

## 譲渡車両

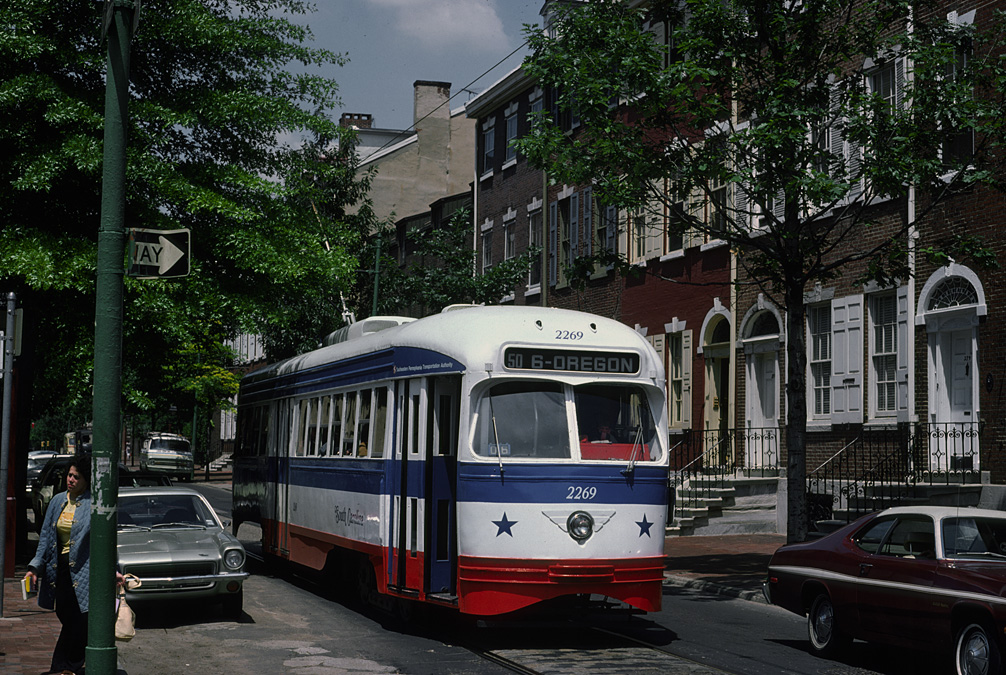
2269（元・カンザスシティ市電）

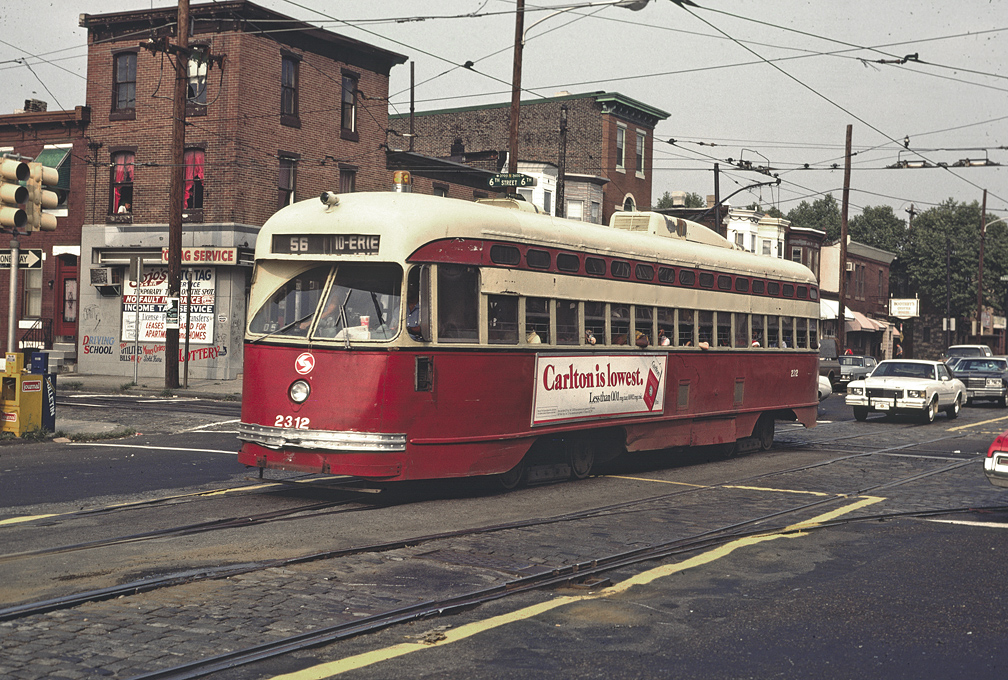
2312（元：トロント市電）
トロント市電時代の塗装で運用に就いた

PCCカーの製造は1952年をもって終了したため、以降のPCCカーの増備は全て他都市からの譲渡車両によって行われた。
- 元：セントルイス公共事業会社（英語版） - 1940年に製造された車両で、セントルイス公共交通会社の路線廃止に伴い1954年に50両（2201 - 2250）が入線したが、公営化前の1962年までに廃車された[3][2]。
- 元：カンザスシティ市電（英語版） - 1946年製で、PTCでの運用開始は1955年。40両（2251 - 2290）が譲渡され、電動機は全車WH製であった。新型車両への置き換えにより1985年までに廃車されている[7]。
- 元：トロント市電 - 1975年10月に発生した車庫火災による焼失車両の代替として1976年に急遽導入した車両。全車ともトロント市電の新造車両ではなく、2240 - 2250の11両はカンザスシティ市電が1946年に導入したセントルイス・カー・カンパニー製、2300 - 2318の19両はバーミングハム鉄道電気会社（英語版）が1946年に導入したプルマン・スタンダード製の車両で、トロント市電に続く2回目の譲渡であった。また後者の19両はフィラデルフィアのPCCカーで唯一のプルマン製となった。双方とも電動機はWH製で、制動装置は全電気式（オール・エレクトリック）であった。2240 - 2250は1983年、2300 - 2318は1982年までに廃車されている[7][9][2]。

## PCC-II・PCC-III

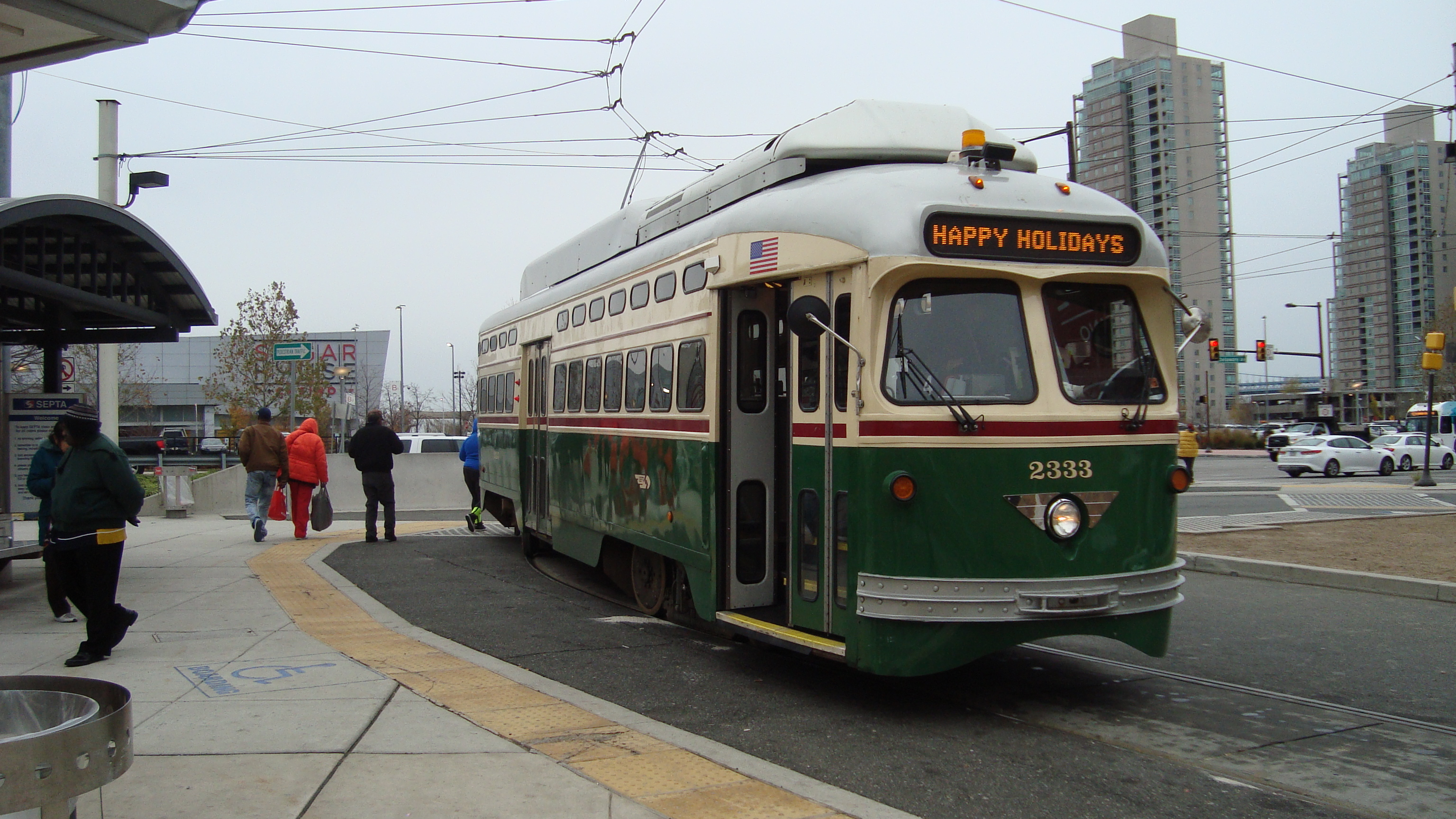
PCC-II（2333）

2003年、SEPTAはブルックビル・エクイップメント・コーポレーションとの間にPCCカーの近代化工事に関する契約を結んだ。改造の対象となったのは1948年にPTCが導入した片運転台車両（オール・エレクトリック）で、老朽化が進んでいた車体や機器の交換、バリアフリーへの対応など、以下のような大規模な近代化工事が実施された。これらが施工された車両は「PCC-II」と呼ばれている。
- 損傷が激しかった台枠や座席の修理・交換
- 主電動機を三相誘導電動機へ交換、制御装置をIGBT素子を用いたVVVFインバータ制御方式のものへ変更、回生ブレーキを搭載（双方ともフォスロ・キーペ（英語版）製[19]）
- 台車をブルックビル製の新型台車へ交換
- 空調装置の設置
- 車椅子リフトの設置

2003年から2004年の間に18両（2320 - 2337）の改造が行われ、翌2005年に開通した15号線に投入された。その後、安全基準への再適合を目的に2020年1月26日からは更なる延命も兼ねた大規模修繕が行われており、新型コロナウイルス感染症（COVID-19）の影響により計画に大幅な遅延が生じたものの2024年6月16日以降順次営業運転に復帰している。これらの修繕が施工された車両は「PCC-III」と呼ばれている。ただし川崎重工業製の電車と共に、2020年代以降実施される路面電車網の近代化プロジェクトの一環として導入されるアルストム製の超低床電車への置き換えが検討されている。

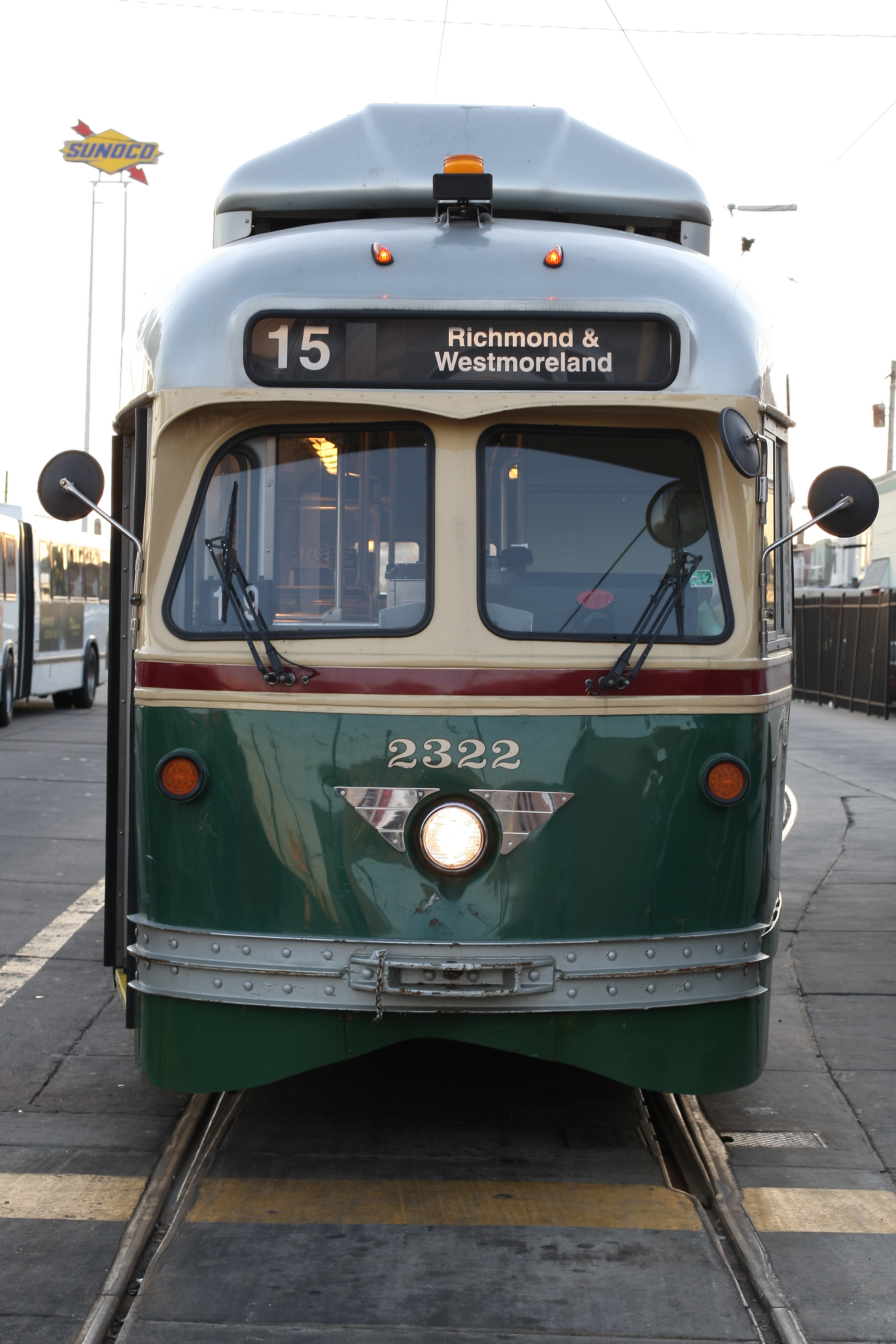
前面（2322）
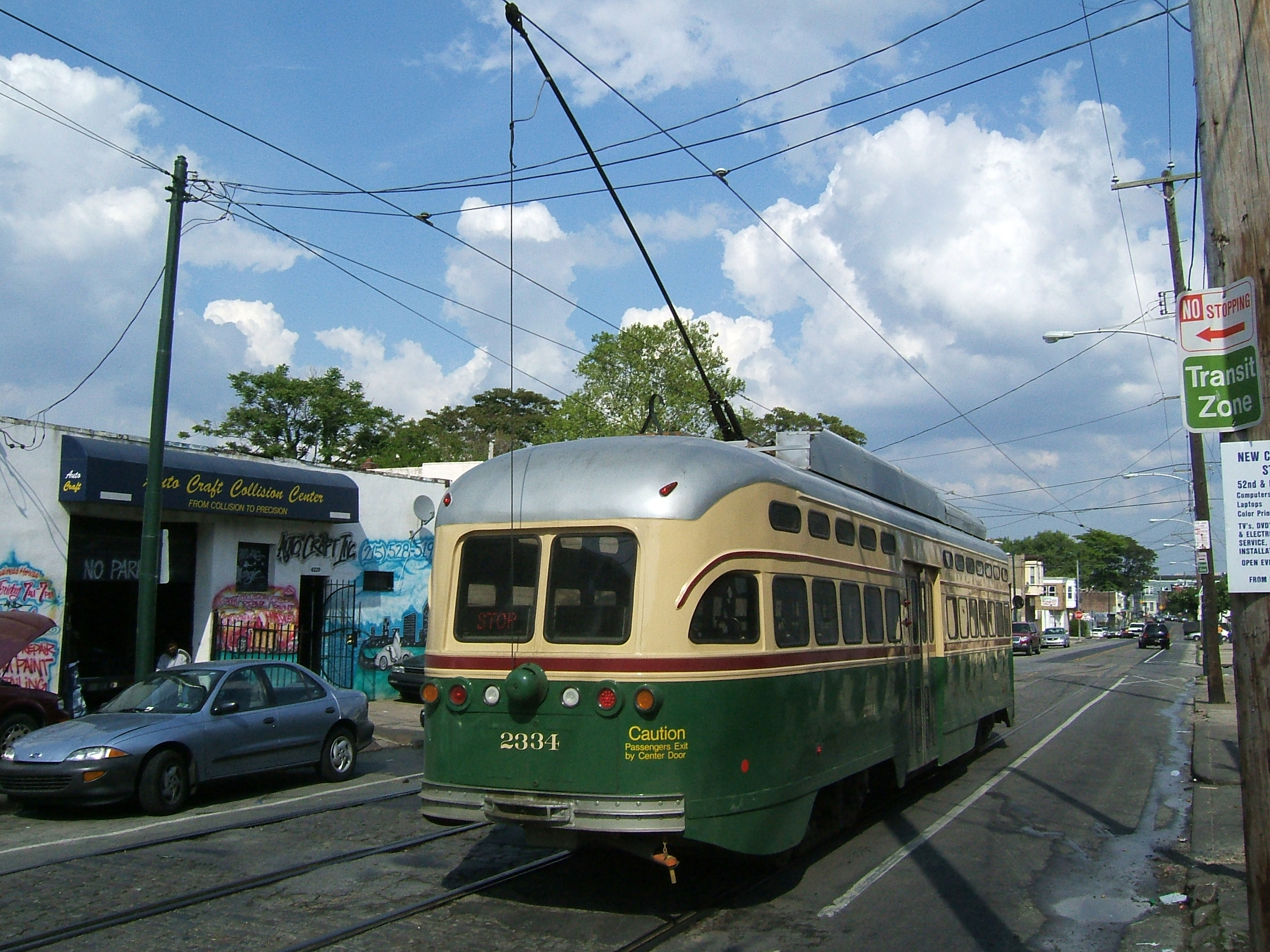
後方（2334）
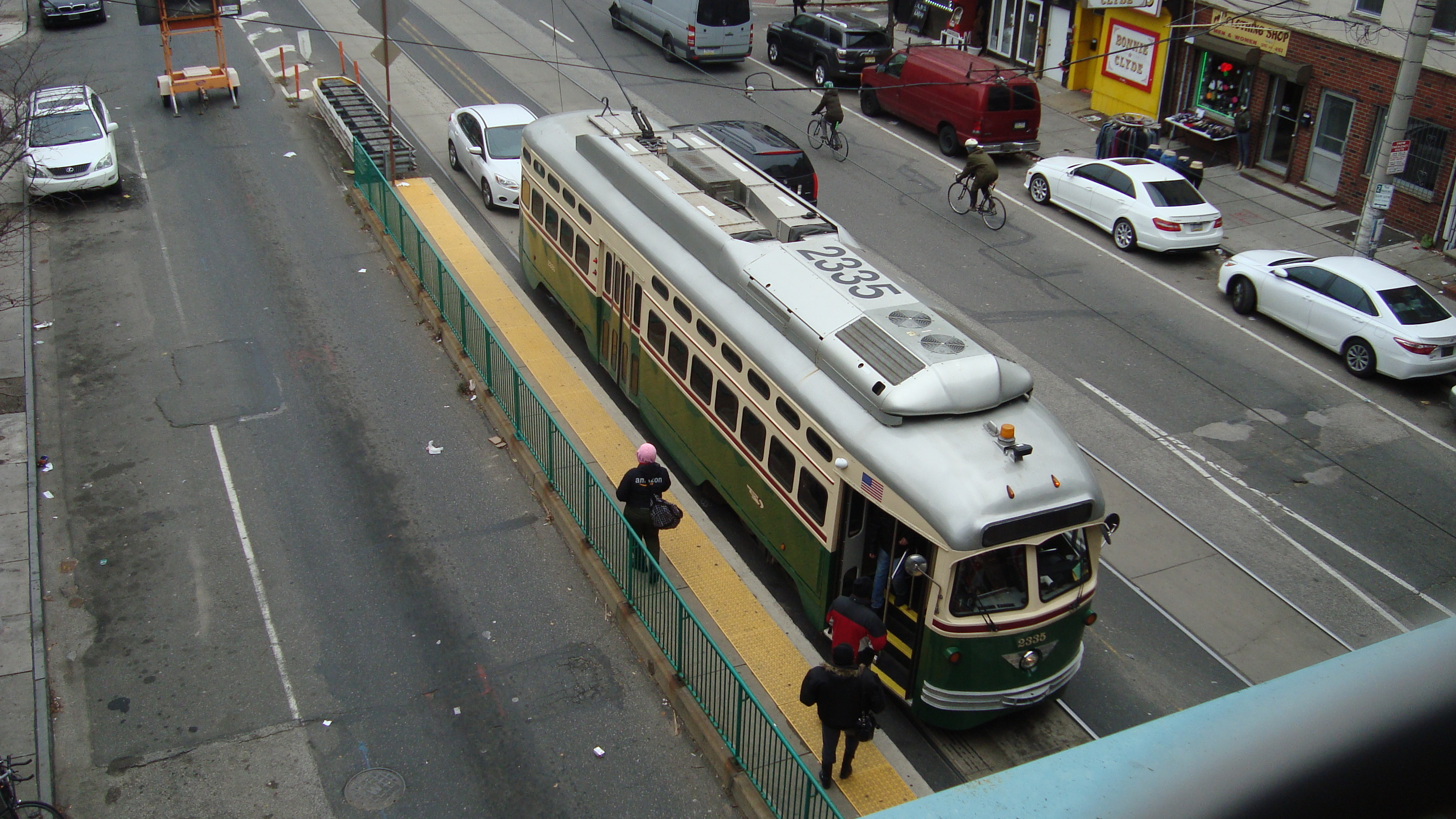
屋根上のカバーにも車両番号が書かれている（2335）